# Smultronklöver
Smultronklöver eller blåsklöver (Trifolium fragiferum) är växtart i familjen ärtväxter. Till storlek och växtsätt är den mycket lik vitklöver. Men blomfodret formas under fruktmognaden till en avlång blåsa genom att den bakre (övre) delen utvidgas. Alla de utvidgade, hinnaktiga och nätådriga blomfodren i varje huvud sluter tätt samman och bildar ett litet klot av lätt material och små luftfyllda rum, inom vilka de små nötlika frukterna finns. Detta gör att fruktställningen kan föras långt med vinden. 
Denna art förekommer på gräsbeklädda havsstränder vid södra och mellersta Sveriges kust och i södra Norge och södra Finland. Men i alla dessa områden är den ganska sällsynt. 

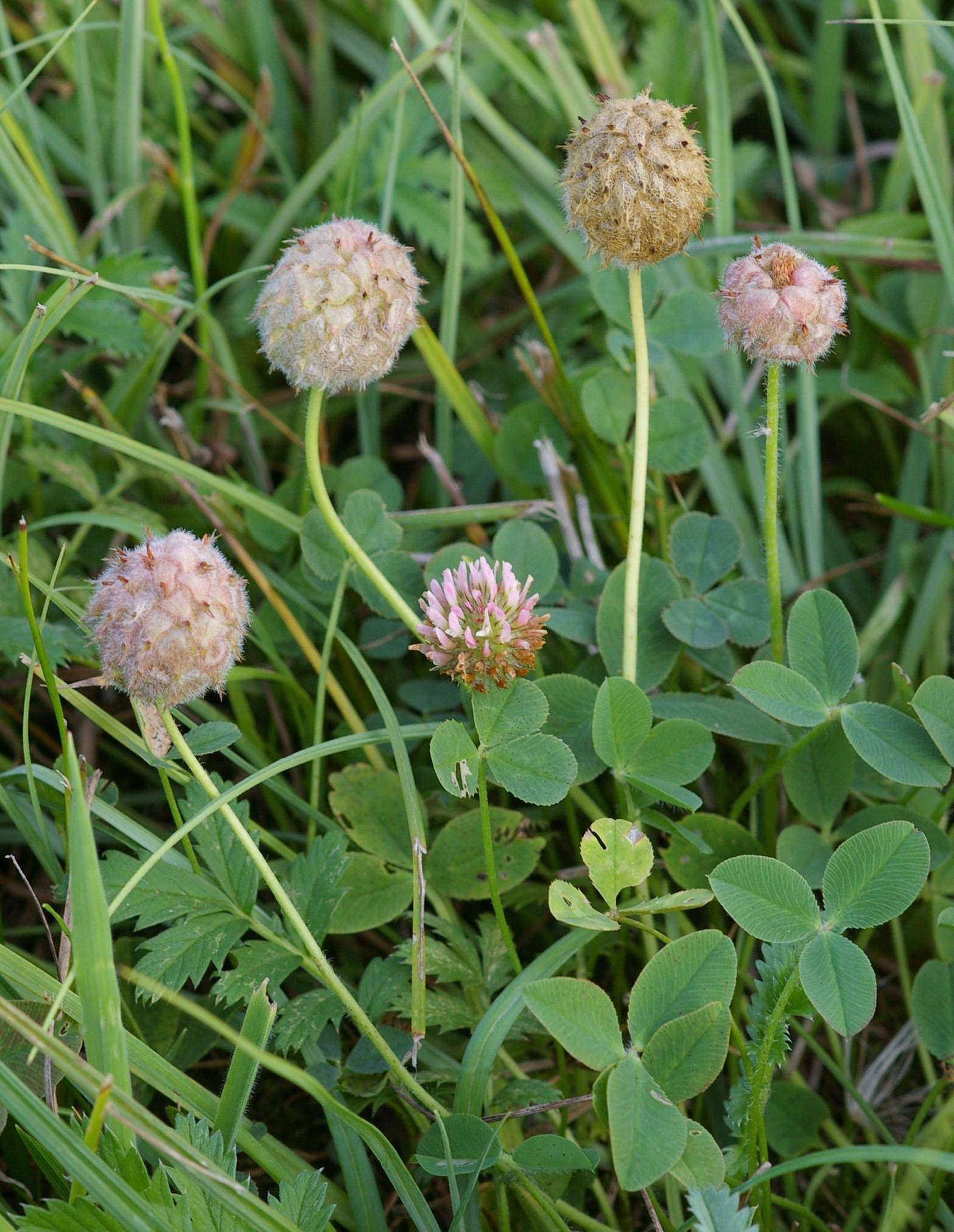
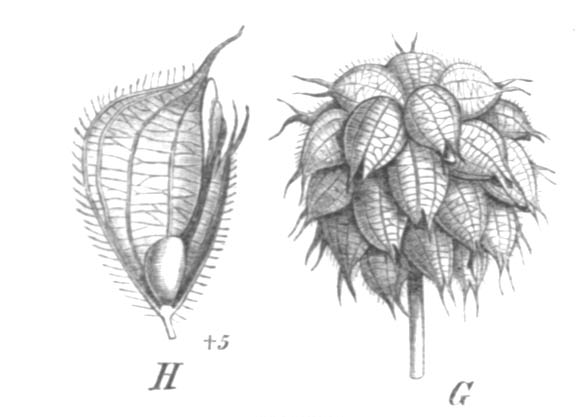
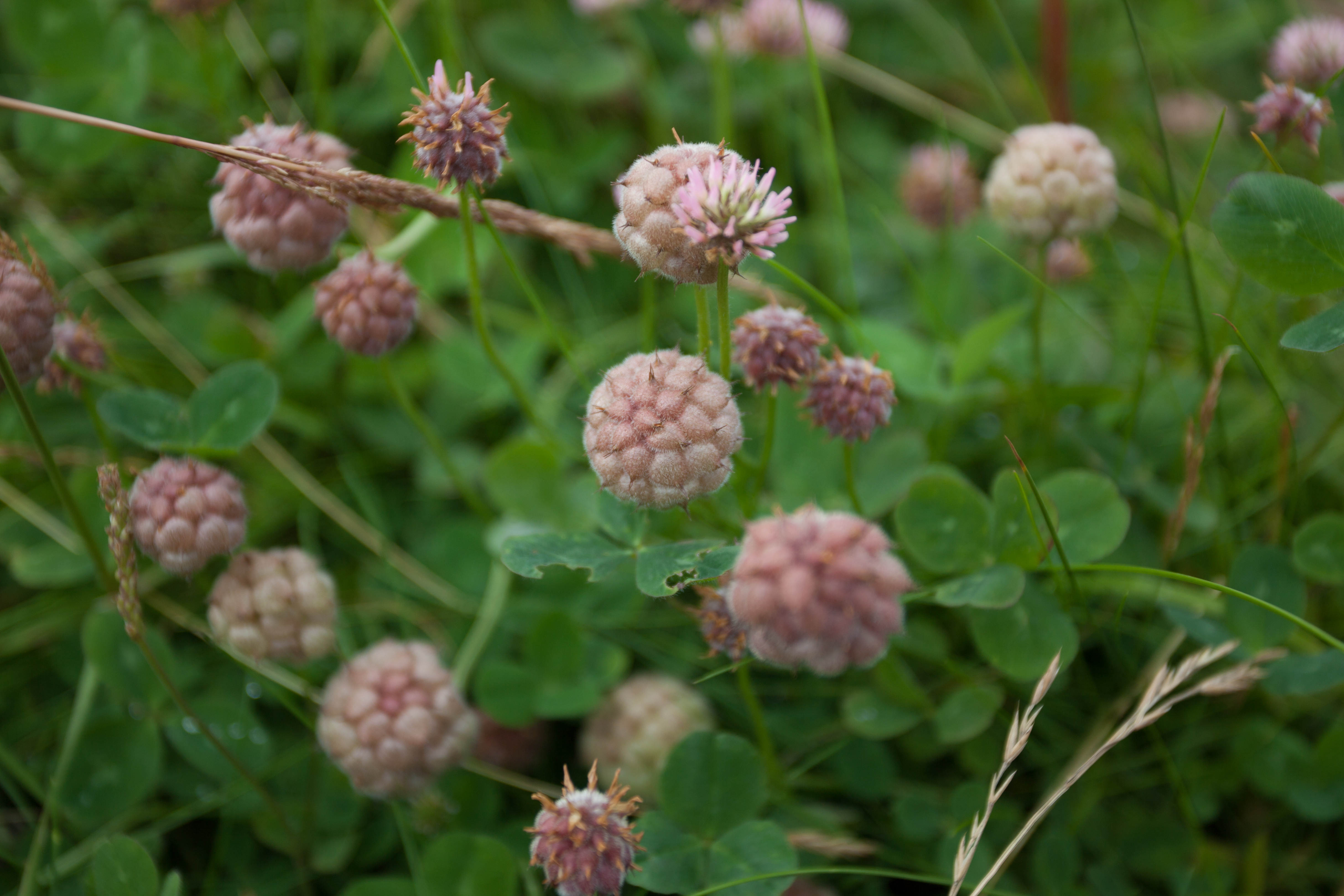